# Hodent
Hodent egy község Franciaországban. Lakosainak száma 225 fő (2022. január 1.).

## Földrajza
Hodent Saint-Gervais, Charmont, Genainville, Magny-en-Vexin és Omerville községekkel határos.